# Lobacivka, Horohiv
Lobacivka (în ucraineană Лобачівка) este localitatea de reședință a comunei Lobacivka din raionul Horohiv, regiunea Volînia, Ucraina.

## Demografie
Componența lingvistică a localității Lobacivka
     Ucraineană (98,57%)
     Rusă (1,19%)
     Alte limbi (0,24%)
Conform recensământului din 2001, majoritatea populației localității Lobacivka era vorbitoare de ucraineană (98,57%), existând în minoritate și vorbitori de rusă (1,19%).